# 313 км (зупинний пункт)
313 кіломе́тр — зупинний пункт Криворізької дирекції Придніпровської залізниці на магістральній лінії Мерефа — Херсон, ділянка Нижньодніпровськ-Вузол — Апостолове. 
Розташований поблизу села Лошкарівка Нікопольського району Дніпропетровської області між станціями Лошкарівка (309 км магістралі) та Павлопілля (327 км магістралі).
Зупинний пункт обладнано низькою пасажирською платформою. Поряд знаходяться залишки казарми, яку було побудовано в 1915 році.

## Пасажирське сполучення
Біля пасажирської платформи  зупинного пункту  щоденно зупиняються приміські поїзди локомотивної тяги сполученням Дніпро — Апостолове.
| Рух приміських поїздів по зупинному пункту 313 км |                                |                          |
| №                                                 | Маршрут сполучення             | Періодичність курсування |
| 6402                                              | Апостолове — Дніпро-Лоцманська | Щоденно                  |
| 6405                                              | Дніпро-Лоцманська — Апостолове | Щоденно                  |
| 6408                                              | Апостолове — Дніпро-Лоцманська | Щоденно                  |
| 6409                                              | Дніпро-Лоцманська — Апостолове | Щоденно                  |

Історія пасажирського сполучення:
- До 2004 року біля пасажирської платформи зупинного пункту зупинялись такі приміські поїзди: № 6405/6410, № 6411/6414 Апостолове — Лошкарівка та № 6404/6415 Кривий Ріг — Лошкарівка. Після їх скасування було призначено приміські поїзди сполученням: № 6403/6406, № 6407/6408, № 6409/6402 Дніпропетровськ-Південний — Апостолове та № 6407/6404 Дніпропетровськ-Південний — Кривий Ріг, які курсували до 2018 року;
- З 2018 року біля платформи зупинного пункту зупиняються лише приміські поїзди локомотивної тяги  сполученням № 6405/6408, № 6409/6402 Дніпро — Апостолове.

Окрім обслуговування приміських поїздів на зупинному пункту 313 км, в минулі роки, проводилась посадка/висадка пасажирів пасажирських поїздів місцевого та далекого сполучення:
- До 1975 року - пасажирський поїзд № 63/64 Лоцманська – Херсон; пасажирський поїзд № 285/286 Лоцманська – Херсон; пасажирський поїзд № 285/286 Лоцманська – Апостолове (зупинки при слідуванні в непарному та парному напрямках);
- 1997 – 2001 рр. – нічний пасажирський поїзд в місцевому сполученні  № 641/642 Дніпропетровськ — Апостолове (зупинки при слідуванні в непарному та парному напрямках);
- 2001 – 2003 рр. – нічний пасажирський поїзд № 629/630 Дніпропетровськ – Миколаїв (зупинки при слідуванні в непарному та парному напрямках);
- 2003 – 2004 рр. – нічний пасажирський поїзд в місцевому сполученні  № 629/630 Дніпропетровськ – Апостолове (зупинки при слідуванні в непарному та парному напрямках).